# Puesto Vasco
«Puesto Vasco» fue un centro clandestino de detención establecido en la Subcomisaría de Don Bosco durante la última dictadura cívico-militar. Estaba dentro de la jurisdicción del Área 111, a cargo del Batallón Depósito de Arsenales 601, que a su vez dependía de la Subzona 11, a cargo de la X Brigada de Infantería Mecanizada (que integraba la Zona 1, del I Cuerpo de Ejército). La subcomisaría se encontraba en calle Pilcomayo 59, Quilmes, provincia de Buenos Aires.
"Puesto Vasco" formó parte del sistema de campos de concentración dependientes de la Jefatura de la Policía de la provincia de Buenos Aires, centros que funcionaron en algunos casos, bajo la Dirección General de Investigaciones, y en otros casos, bajo la Dirección General de Seguridad.
Los organismos nucleados en "Justicia Ya en La Plata" tuvieron que reconstruir, en base al cruce de decenas de testimonios, el paso de las más de 60 personas que sufrieron su cautiverio en esta dependencia policial. Entre ellas, estuvieron el periodista Jacobo Timerman, los empresarios Juan e Isidoro Graiver, el exjuez Ramón Miralles y su hijo Julio Miralles, y el periodista Osvaldo Papaleo.
Si bien el Puesto Vasco era un centro de capacidad reducida en cuanto a la cantidad de detenidos, recibía la visita frecuente de altos jefes militares y policiales, hecho que indica que las tareas de inteligencia que allí se realizaban revestían particular importancia.